# Cristiana Muscardini
Cristiana Muscardini (Cannobio, 6 novembre 1948) è una politica italiana, europarlamentare dal 1989 al 2014.

## Biografia

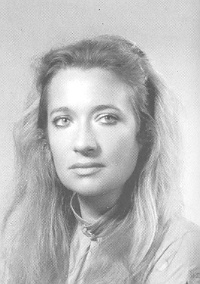
Cristiana Muscardini nel 1983

Nata il 6 novembre 1948 a Cannobio, in provincia del Verbano-Cusio-Ossola, laureata in filosofia, è stata dirigente del Fronte Universitario d'Azione Nazionale (FUAN), dal 1972 dirigente nazionale del Movimento Sociale Italiano (MSI), consigliera comunale di Milano dal 1980 al 1990 e di Varese nel 1991.
Alle elezioni politiche del 1983 viene candidata alla Camera dei deputati, ed eletta deputata tra le liste dell'MSI nella circoscrizione Milano-Pavia (1983-1987).
Nel 1995 aderisce alla svolta di Fiuggi di Gianfranco Fini da MSI ad Alleanza Nazionale (AN), diventando componente dell'esecutivo politico di AN.
Nel 2005 viene nominata coordinatrice regionale di Alleanza Nazionale in Lombardia dal presidente Gianfranco Fini, incarico mantenuto fino al 2007 quando viene succeduto da Massimo Corsaro.
È stata eletta per cinque volte europarlamentare (dal 1989 al 2009) nella circoscrizione Italia nord-occidentale.
Nella VII legislatura del Parlamento Europeo è stata membro della Conferenza dei presidenti; della Commissione per il commercio internazionale; della Commissione per i diritti della donna e l'uguaglianza di genere; della Commissione per l'ambiente, la sanità pubblica e la sicurezza alimentare; della Delegazione alle commissioni di cooperazione parlamentare UE-Kazakistan, UE-Kirghizistan e UE-Uzbekistan e per le relazioni con il Tagikistan, il Turkmenistan e la Mongolia; della Delegazione all'Assemblea parlamentare Euromediterranea; della Delegazione all'Assemblea parlamentare paritetica ACP-UE.
Nell'estate 2009, insieme a Giuseppe Valditara, Fabio Mastroberardino e Andrea Augello fonda Associazione Riforme e Libertà.
Nel 2010, durante lo scontro tra Fini e Berlusconi, si schiera a fianco del primo. Dopo l'espulsione di Fini dal PdL aderisce al nuovo partito Futuro e Libertà per l'Italia e viene nominata coordinatrice per la regione Lombardia di Generazione Italia.
Il 15 ottobre 2012 Muscardini lascia Futuro e Libertà e presenta a Milano, insieme a Martin Callanan e a Geoffrey Clifton-Brown, il nuovo movimento Conservatori e Social Riformatori che aderisce in Europa al Gruppo dei Conservatori e dei Riformisti Europei (ECR).